# De quel bois je me chauffe
Pour plus de détails, voir Fiche technique et Distribution.
De quel bois je me chauffe (Snow Excuse) est un court métrage américain Merrie Melodies de 1966 réalisé par Robert McKimson, mettant en scène Speedy Gonzales contre Daffy Duck.